# Omaha Beach
Pour les articles homonymes, voir Omaha.
Notes
 Site classé (2006)
Seconde Guerre mondiale
Batailles
Opérations de débarquement (Neptune)
- Tonga (Deadstick, Batterie de Merville)
- Albany (Chicago, Manoir de Brécourt)
- Boston (Detroit)
- Utah Beach
- Omaha Beach (Pointe du Hoc)
- Gold Beach
- Juno Beach
- Sword Beach

Secteur anglo-canadien
- Caen
- Authie
- Perch (Villers-Bocage)
- Putot
- Bretteville-l'Orgueilleuse
- Norrey
- Mesnil-Patry
- Martlet
- Epsom
- Windsor
- Charnwood
- Jupiter
- Atlantic
- Goodwood
- Crête de Verrières
- Spring
- Bluecoat
- Totalize
- Tractable

Secteur américain
- Carentan
- Cotentin
- Cherbourg (Bombardement)
- Bataille des Haies (Elle, Saint-Lô, La Haye-du-Puits)
- Cobra
- Mortain

Fin de la bataille de Normandie et libération de l'Ouest
- Rennes
- Saint-Malo
- Brest
- Poche de Falaise
- Chambois
- Paris

Mémoire et commémorations
- Cimetières militaires de la bataille de Normandie
- Commémorations du 70e anniversaire
- Projet UNESCO de classement des plages

Omaha Beach est l'appellation utilisée par les Alliés pendant la Seconde Guerre mondiale pour désigner l'une des cinq plages du débarquement de Normandie. Affectée aux troupes américaines, elle est celle où les Alliés perdirent le plus de troupes, ce qui lui a valu le surnom de « bloody Omaha » (« Omaha la sanglante »).

## Déroulement des opérations
Longue de huit kilomètres, la zone de débarquement s'étend sur la côte occidentale du Calvados, depuis Sainte-Honorine-des-Pertes à l'est jusqu'à Vierville-sur-Mer à l'ouest, sur la rive droite de l'estuaire de la Douve. L'objectif à Omaha est de s'emparer d'elle et, ensuite, de tenir une tête de pont de huit kilomètres de profondeur entre Port-en-Bessin et la Vire et, dès que possible, de faire la jonction à l'est avec les Britanniques et à l'ouest avec le VIIe Corps américain débarqué à Utah Beach afin d'établir une tête de pont continue sur la côte normande,.
La prise d'Omaha est de la responsabilité du commandement américain, placé sous les ordres du général Omar Bradley, et du major général Clarence Huebner pour la partie opérationnelle. Elle engage des troupes de l'US Army, des transports maritimes fournis par l'US Navy et des éléments de la Royal Navy.
La section du mur de l’Atlantique face aux assaillants est défendue par environ 2 000 hommes provenant de deux divisions d'infanterie allemande : la 716e et la 352e.
De multiples obstacles sont installés sur la plage pour interdire tout débarquement. Ces obstacles sont sous le feu de positions fortifiées construites sur le talus et la crête et équipées de mitrailleuses ainsi que de canons. On y trouve aussi des observateurs d’artillerie chargés d’ajuster les tirs de batteries déployées plus dans la profondeur.
Le 6 juin à l’aube, après un bombardement aérien médiocre et naval des Alliés sur les positions allemandes, la 1re division américaine, « la Big Red One », une unité expérimentée, renforcée par un régiment de la 29e division, qui lui n'a encore jamais combattu, débarque sur cette plage.
Le débarquement de la première vague a lieu trois heures avant la marée haute. Ceci est indispensable pour ne pas jeter les barges de débarquement sur les obstacles situés en haut de l’estran et donner le temps aux équipes combinées du génie, de la marine et de l'infanterie spécialement constituées et arrivées avec les premières troupes débarqués, de les détruire et de dégager des chenaux pour permettre l’approche des forces suivantes et de barges plus grandes.
Les deux régiments renforcés qui débarquent en tête sont :
- à l’ouest, le 116 RCT (Regimental Combat Team), détaché temporairement de la 29e à la 1re division ;
- à l’est, le 16 RCT, organique à la 1re division.

Chaque régiment est renforcé d’un bataillon de chars. Des chars, dont certains amphibies, doivent arriver avec l’infanterie et le génie lors de la première vague d'assaut.
Conjointement à ce débarquement, un assaut est mené, quelques kilomètres plus à l'ouest, par des rangers américains pour s’emparer de la pointe du Hoc, une petite avancée de la côte normande dans la Manche avec une falaise de vingt-cinq à trente mètres de haut.
Leur objectif est de neutraliser de puissants canons allemands supposés installés dans des blockhaus et menaçant les plages d’Utah et d’Omaha. Si l’escalade réussit, un signal doit être transmis et des renforts envoyés. Sinon ces renforts (huit compagnies de rangers) sont détournés sur les plages d'Omaha.
Le plan de débarquement ne se déroule pas comme prévu et dès le début, la situation prend une tournure catastrophique pour les Alliés.
Le bombardement aérien et naval a manqué ses cibles et n’a pas neutralisé les défenses ennemies. Les troupes américaines vont se heurter à des positions allemandes quasi-intactes. La mer est agitée et le vent fort. La quasi-totalité des chars amphibies coulent et seuls quelques-uns atteignent la plage. Des difficultés de navigation entraînent la plupart des barges, déportées par le courant, à débarquer hors des endroits prévus.
Les Allemands ne dévoilent pas leurs positions et ils attendent que les premiers soldats américains sortent des barges pour ouvrir le feu. Le vent fort fait monter la marée plus rapidement que prévu, poussant de nombreuses barges sur les obstacles allemands. La première vague américaine est clouée sur place, ne progressant pas et subissant de très lourdes pertes. Les troupes suivantes ne progressent pas davantage.
Les équipes du génie, du fait de la désorganisation de l'ordre du débarquement, arrivent avant l'infanterie. Sous le feu ennemi et avec peu de matériel, elles ne dégagent, avec grande difficulté, que quelques chenaux pour les barges suivantes, subissant elles aussi de lourdes pertes. Dans l'incapacité de dégager suffisamment les obstacles, les Alliés ne peuvent pas débarquer correctement les troupes et le matériel et ils n'arrivent pas à dégager les sorties de plage, fortement défendues. Cela provoque rapidement encombrement et désordre sur la plage et des retards pour les débarquements suivants. Les communications radio avec le commandement sont difficiles, 80 % du matériel radio de la première vague sont perdus. La panique aggrave la désorganisation générale.
Le commandement allié envisage un temps l'abandon d'Omaha. Mais outre la perte des 15 000 hommes déjà débarqués, cette hypothèse présente le grand risque d'affaiblir la position alliée avec une tête de pont américaine d'Utah à l'ouest qui serait séparée de 60 km de la tête de pont anglo-canadienne à l'est.
Le général Bradley, qui supervise l'opération au large, à bord de l'USS Augusta, malgré le manque d'informations, décide de poursuivre le débarquement et continue d'envoyer des troupes sur Omaha.
Finalement quelques percées de la ligne de défense réussissent. N'ayant pas reçu le signal prévu, le bataillon de rangers qui doit être envoyé en renfort à la pointe du Hoc, est détourné sur Omaha Beach. Il parvient à réaliser la première percée valable. De petits groupes réalisent des assauts improvisés sur le talus escarpé de la côte. Ils sont aidés par l'appui du feu de quelques navires de guerre qui, au risque d'être touchés par les batteries terrestres allemandes, ont fini par se rapprocher des plages. Certaines barges parviennent à franchir les chenaux ouverts.
Des troupes américaines prennent le plateau côtier qui domine la plage entre Saint-Laurent-sur-Mer et Colleville et commencent à prendre les défenses allemandes, mal défendues sur leurs arrières, à revers. D'autres unités suivent et d’autres percées sont réalisées depuis la plage. Les Américains doivent faire face à quelques contre-attaques allemandes, mais en milieu d'après-midi, le dernier blockhaus allemand est pris.

## Localisation et morphologie du terrain

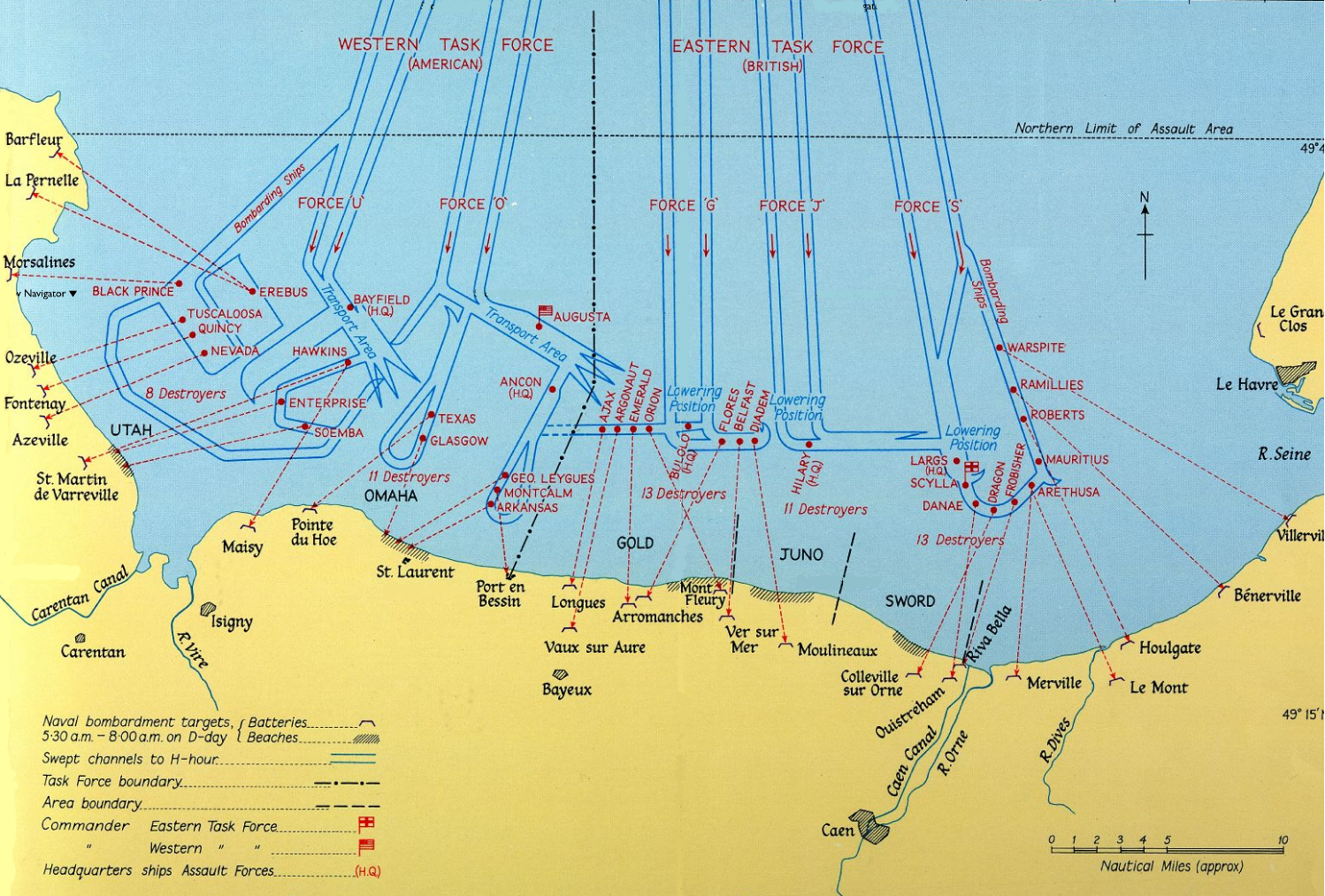
Plan de la zone complète des plages du débarquement allié en Normandie.

Omaha Beach s'étend devant les communes de Vierville-sur-Mer, Saint-Laurent-sur-Mer, Colleville-sur-Mer et Sainte-Honorine-des-Pertes. Avant la guerre, elle est parfois appelée "la plage d'or". Elle se présente comme une longue bande littorale, légèrement incurvée, de plage d'environ 8 km de long et est encadrée de falaises rocheuses à chaque extrémité. À 6 km plus à l'ouest se trouve le promontoire de la pointe du Hoc. La morphologie des terrains a changé depuis l'époque, certains blockhaus se trouvent désormais dans l'eau.
Venant de la mer, la plage comprend :
- l'estran : une bande de 300 m de sable fin avec un très léger dénivelé de 5,4 m ;
- une levée de galets en pente plus raide menant à l'ouest à une digue de mer avec une petite route et des villas et à l'est à une dune ;
- une bande de 200 m plus ou moins horizontale marécageuse par endroits ;
- un talus herbeux et sablonneux (qui correspond au rebord de plateau ou falaise morte) de 30 m à 50 mètres de haut dominant tout ce qui précède ;
- le plateau de l'arrière-pays sur lequel se trouvent les quatre villages pré-cités.

Ce plateau est accessible depuis la plage par cinq petites vallées encaissées, ou vallons, et seuls chemins accessibles pour les véhicules pour sortir des plages. La première mène à Vierville (code US : D.1 Draw). La deuxième, près du hameau des Moulins (code US : D.3 Draw), et la troisième, au lieu-dit appelé Ruquet (code US : E.1 Draw), mènent à Saint-Laurent. Les deux dernières sont des chemins de terre aboutissant à Colleville (code US : E.3 Draw) et à Cabourg Hameau (code US : F.1 Draw).

Coupe du terrain et de ses défenses côtières.

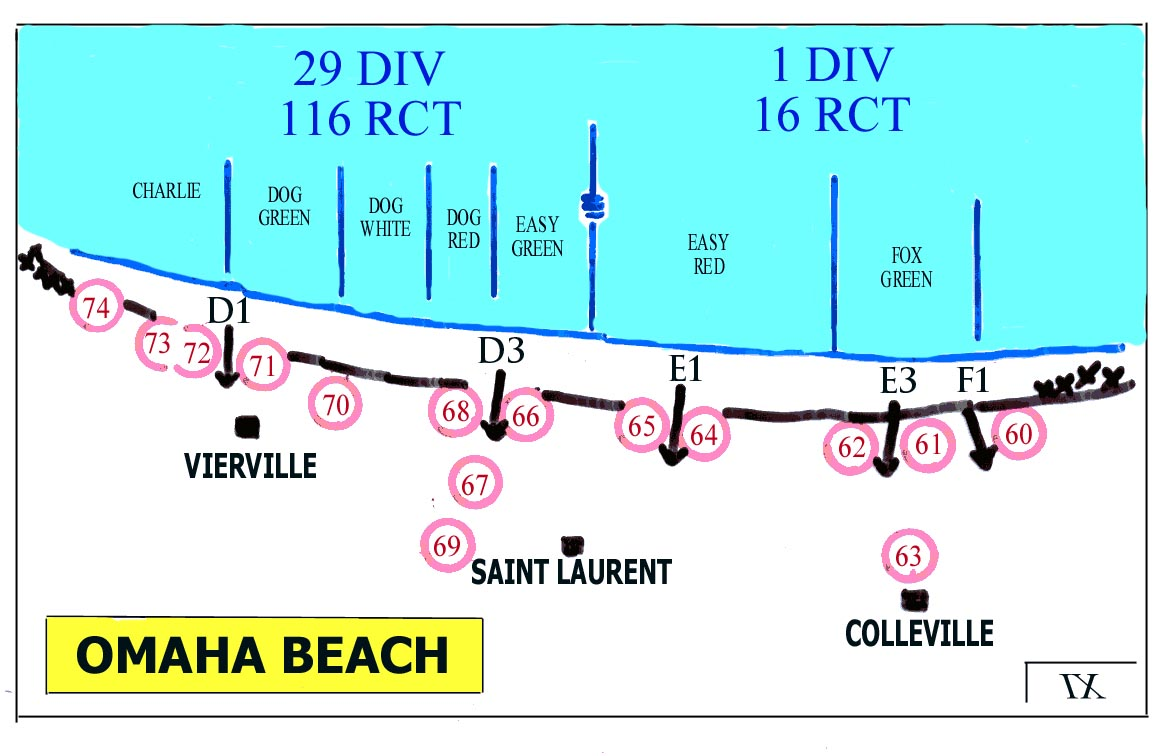
CHARLIE, DOG GREEN... : secteurs de la plage d'Omaha (selon les plans US).
D1, D3, E1... : dénominations US des axes de pénétration (petites vallées encaissées).
Cercles rouges avec numéro : numérotation allemande des positions défensives appelées Widerstandsnester (WN).

## Positions allemandes

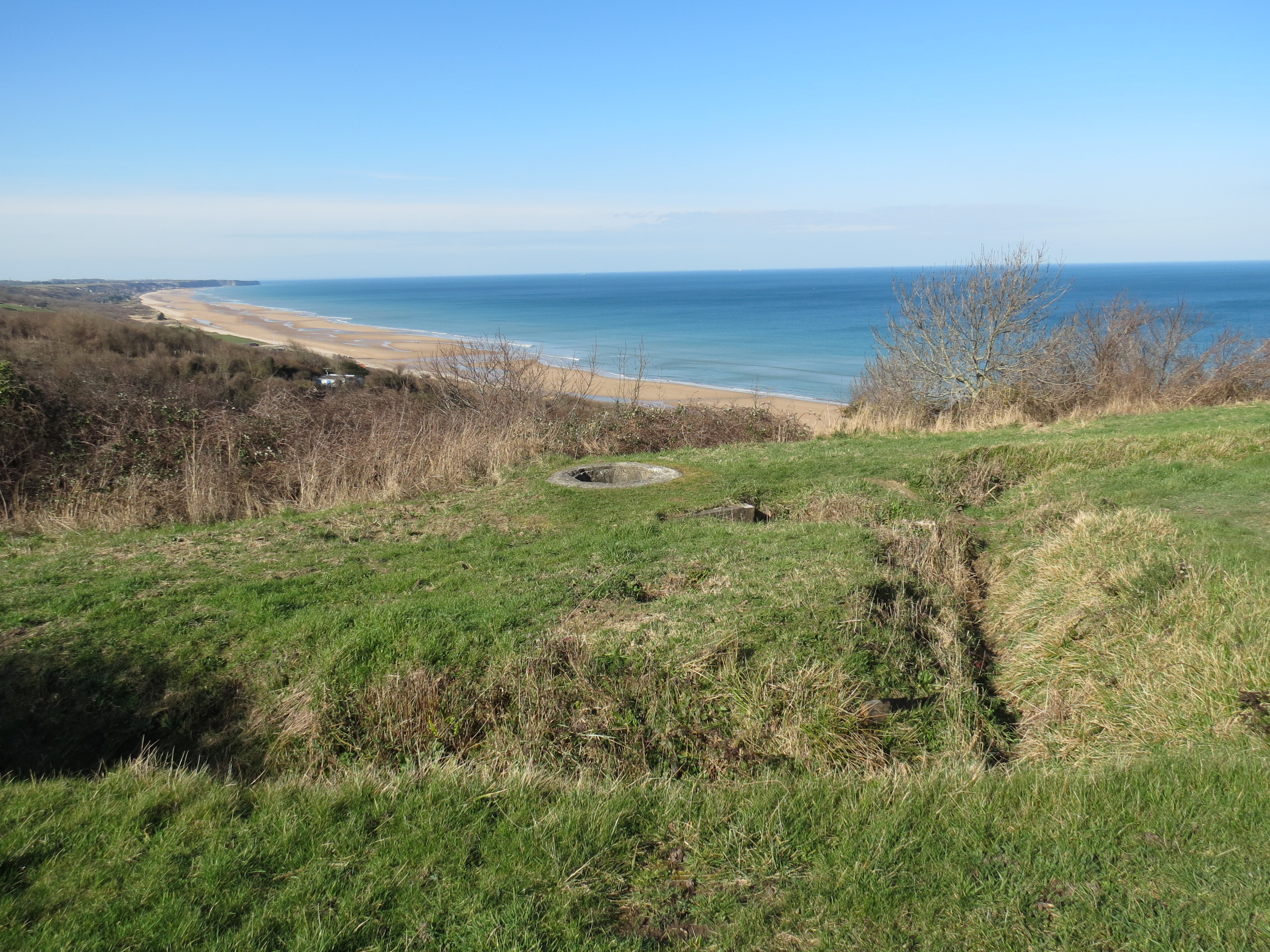
Tranchées allemandes et casemate (blockhaus en allemand) surplombant la plage d'Omaha

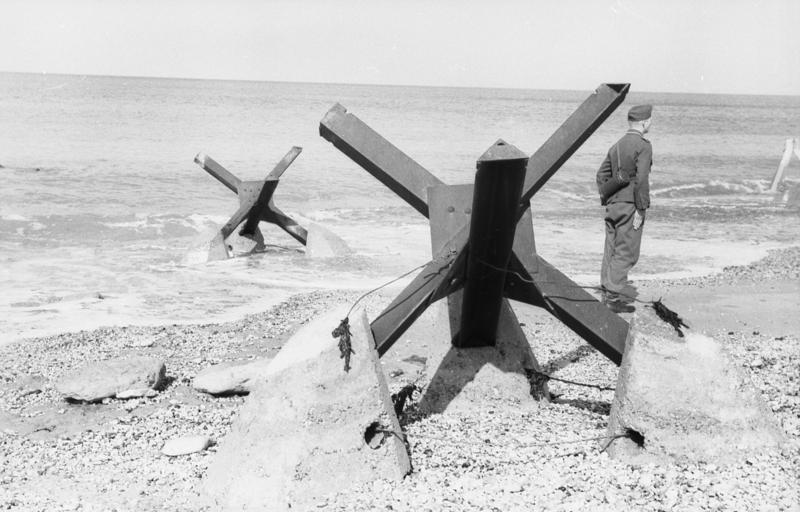
Hérissons tchèques

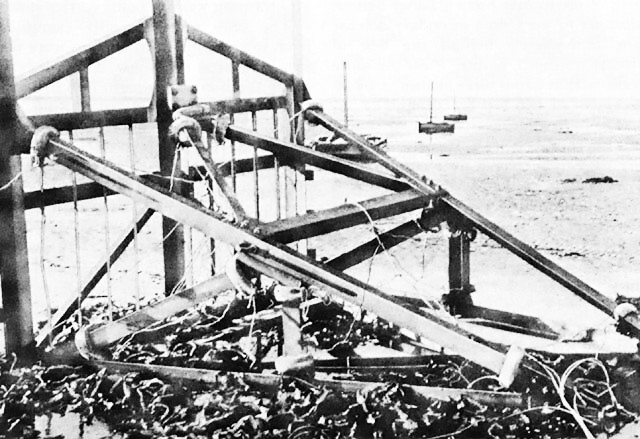
Élément Cointet

Les Allemands ont parfaitement préparé leurs défenses. La plage a été "aménagée". Les cinq accès menant vers l'intérieur des terres sont puissamment interdits par des obstacles et sont, bien entendu, sous le feu des positions défensives.

### Obstacles
Sur l'estran, les allemands ont installé toute une série d'obstacles. En venant de la mer, ils se succèdent comme suit :
- des portes belges (ou éléments Cointet) : hautes barrières métalliques provenant de la ligne de défense belge de 1940 ;
- des rampes (Hemmbalken) : longs troncs d'arbre obliques recouverts d'une lame en acier, parfois minés, soutenus chacun par deux plus petits. Leur but est de soulever, voire d'éventrer l'avant des barges ;
- des pieux : troncs simples légèrement obliques surmontés d'une mine ;
- des hérissons tchèques : ensembles de 3 poutres métalliques croisées en leur milieu et ancrées dans du béton.

Plus haut, certaines parties de la plage sont minées et sur différents accès, des fossés ou des murs antichars sont créés. Des kilomètres de fil barbelé sont déroulés. Des villas en bord de plage sont rasées pour dégager le champ de tir. À l'extrême ouest, il en est une, par contre, qui est fortifiée et intégrée à la position défensive.

### Positions défensives

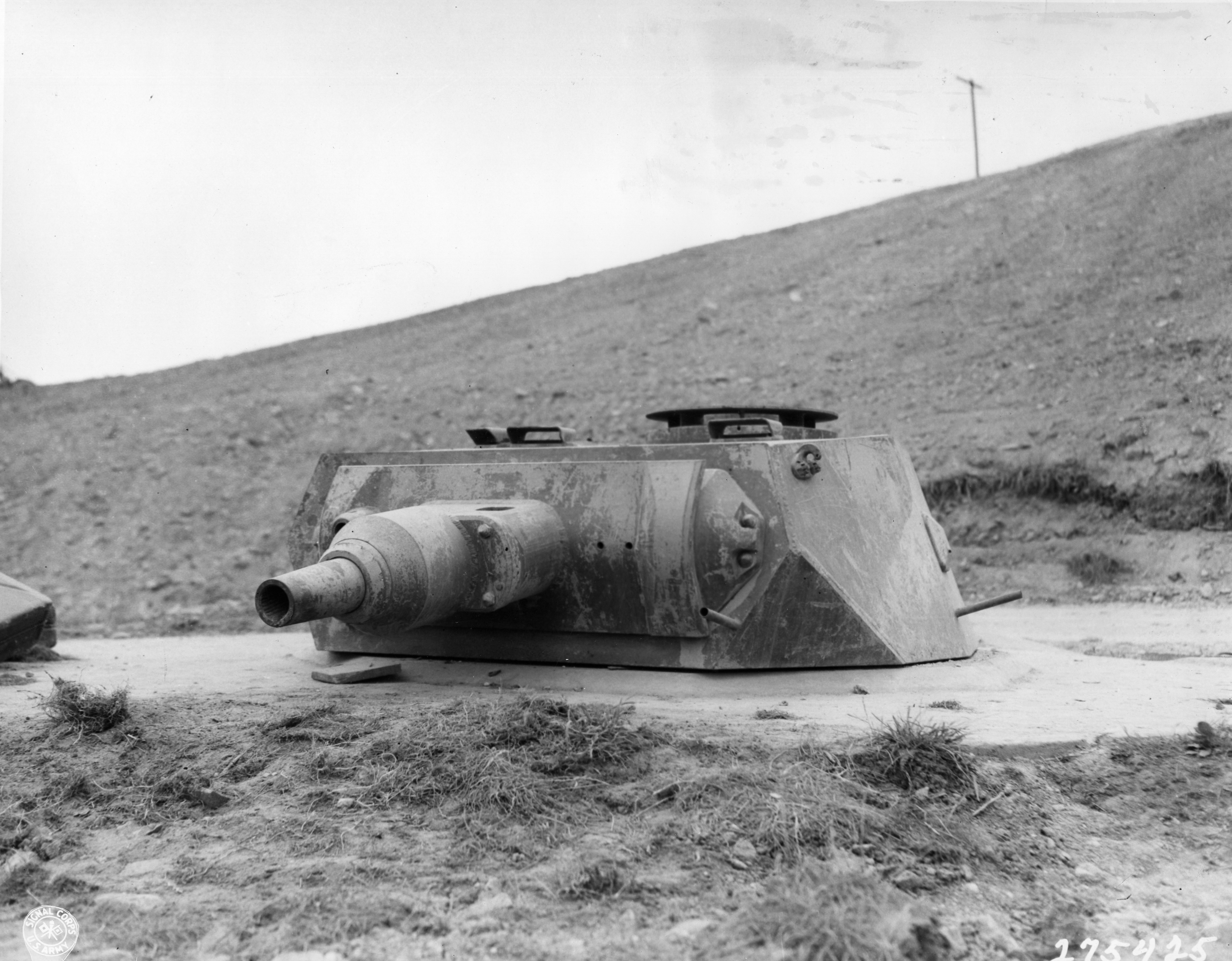
Tourelle de char montée sur un tobrouk élément d'un Widerstandsnest devant Omaha Beach

Quinze positions de défense sont installées, dont douze dominent la plage. Les Allemands les appellent Widerstandsnester (WN) et les ont numérotées de 60 à 74. Ces positions ne sont pas toutes terminées et leur équipement est variable. Dans chaque Widerstandsnest, on trouve généralement un ou deux canons de 50 à 88 mm, parfois une tourelle de char (6 au total), 1 à 4 mitrailleuses, 2 à 3 mortiers. Il s'agit souvent d'armement récupéré dans les nations vaincues. Il n'y a pas de grosse casemate d'artillerie, mais à Longues-sur-Mer (6 km à l'est), il existe une batterie de 4 canons de 150 mm capable d'intervenir devant Omaha. Le dispositif est redoutable car il tient toute la plage sous des feux croisés et les possibilités d'accès vers l'intérieur sont extrêmement bien dominées.

### Troupes
Les unités allemandes qui défendent le secteur d'Omaha ont un effectif de 2 000 hommes. Elles appartiennent à deux divisions d'infanterie : la 352e à l'ouest et la 716e à l'est. Il y a toutefois une imbrication entre certaines unités car une reprise est en cours.
La 352e division d'infanterie, commandée par le général Kraiss (PC à Saint-Lô), a commencé à prendre position en mars. Cette division est organisée autour de noyaux de vétérans du front de l'Est. Elle comprend trois régiments de grenadiers (914, 915 et 916) ayant chacun deux bataillons à quatre compagnies, un régiment d'artillerie et des unités d'appui.
- Le 914 est à l'ouest d'Omaha beach.
- Le 915, commandé par le colonel Meyer, est en réserve au sud de Bayeux.
- Le 916 (colonel Goth, PC à Trévières) est déployé comme suit :
  - bataillon I : à l'est (vers Arromanches) ;
  - bataillon II : entre Saint-Laurent et Colleville.
- Le régiment d'artillerie, parfaitement camouflé, est déployé pour pouvoir couvrir la plage d'Omaha.

La 716e division d'infanterie est de qualité moindre. Elle est commandée par le général Richter dont le QG est à Caen (à l'endroit où a été construit l'actuel musée mémorial pour la paix). Elle se trouve sur la côte normande depuis mars 1942. Elle comprend deux régiments d'infanterie (726 et 736) à trois bataillons chacun, un régiment d'artillerie et un bataillon de chasseurs de chars.
- Le 726 est déployé comme suit :
  - bataillon I : deux compagnies à Colleville et deux autres 3 km à l'est ;
  - bataillon II : à Arromanches (Gold Beach) ;
  - bataillon III : à Vierville.
- Le 736 est à l'est d'Arromanches ;
- Le régiment d'artillerie comprend 24 pièces dont les feux peuvent intervenir sur les 8 km de plage.

## Plan allié
Le plan établi pour Omaha par les chefs alliés, les généraux américains Eisenhower et Bradley et le maréchal britannique Montgomery prévoit un débarquement des troupes à 6 h 30, à la fin de la marée montante. Ce débarquement sera précédé par un bombardement aérien et naval massif des positions allemandes et des obstacles des plages. Les Allemands doivent être pris par surprise et écrasés sous les bombes.
Mais ce plan ne suscite pas l'adhésion de tous les officiers généraux. Le général américain Leonard T. Gerow, commandant le 5e corps d'armée, est quant à lui partisan d'une attaque de nuit à marée basse. Il est convaincu, surtout sur une plage avec autant d'obstacles anti-débarquement, que les soldats du génie et les équipes de démolition de la marine, arrivés par surprise, ont le temps de détruire suffisamment d'obstacles et dégager des chenaux à marée basse sans être sous le feu ennemi. Il est soutenu dans cette thèse par plusieurs officiers dont le contre-amiral John L. Hall, chef de la force d'assaut naval sur le secteur d'Omaha. Mais Eisenhower et Bradley ne souhaitent pas avoir une attaque trop en avance sur les débarquements prévus sur les autres plages. Eisenhower pour convaincre Gerow lui indique que « la puissance de feu la plus grande jamais assemblée sur la terre » soutiendrait l'attaque. Mais Gerow continue de douter que le bombardement aurait l'effet prévu et fait ainsi part de ses doutes quant à la prise en compte de l'importance de l'imprévu dans ce type d'opération.

## Unités alliées

### Forces de débarquement

#### Généralités
L'assaut de la plage d'Omaha est confié au Ve corps US (lieutenant général Gerow) qui comprend trois divisions d'infanterie (les 1re, 2e et 29e), une division blindée (la 2e Tk Div), deux bataillons de rangers, des unités du génie et diverses unités d'appui. La 2e division d'infanterie et la 2e division blindée débarquent dans les jours qui suivent le 6 juin.
Le débarquement est exécuté par deux Regiment Combat Teams (RCT) de front : 
- à l'ouest, le 116 RCT de la 29e division (major général Gerhardt) dont c'est le premier engagement ;
- à l'est, le 16 RCT de la 1re division (major général Huebner) composé de vétérans des campagnes d'Afrique du Nord et de Sicile.

Les deux RCT sont sous les ordres du commandant de la 1re division afin d'assurer l'unité de commandement, mais le 116 RCT repasse sous les ordres de sa division dès que le secteur s’élargit et que l'on peut procéder au déploiement frontal de deux divisions.
Les RCT sont en fait des régiments d'infanterie, renforcés principalement de chars. Chaque division est renforcée par deux bataillons de tanks, des unités antiaériennes et d'autres moyens d'appui.

#### Divisions d'infanterie
Sans renfort, chaque division d'infanterie compte 14 000 hommes et comprend :
- un QG ;
- une compagnie de reconnaissance ;
- trois régiments d'infanterie, comprenant chacun : 
  - trois bataillons d'infanterie avec chacun : 
    - trois compagnies d'infanterie (les neuf compagnies du régiment sont "numérotées" de A à I ; chacune compte 190 hommes),
    - quatre compagnies d'appui (QG, obusiers 105 mm, canons antichars 57 mm, services) ;
- quatre bataillons d'artillerie ;
- un bataillon de génie ;
- des transmissions et services.

La 29e division comprend les 115, 116 et 175e régiments d'infanterie.
La 1re division comprend les 26, 16 et 18e régiments d'infanterie.

#### Bataillons de chars
Parmi les bataillons tank renforçant les divisions de tête, le 743e à la 29e division et le 741e à la 1re sont équipés de chars amphibies. Ils comprennent chacun :
- un commandement ;
- trois compagnies de 18 tanks moyens numérotées A, B, C (la compagnie A est équipée de chars Sherman M4 standards, les compagnies B et C de chars Sherman DD amphibies) comprenant chacune : 
  - un commandement (3 tanks),
  - trois pelotons de chacun 5 chars ;
- une compagnie de tanks légers numérotée D ;
- une compagnie HQ (pelotons reconnaissance, mortiers, tank d'assaut) ;
- une compagnie service.

#### Bataillons rangers
Chaque bataillon de rangers a un effectif de 500 hommes répartis en six petites compagnies de 68 hommes numérotées de A à F. Chaque compagnie comprend 3 officiers et 65 hommes, soit un commandement et deux pelotons. Ce sont des unités d'élite ayant reçu une formation de commando.
Les deux bataillons de rangers (2e et 5e) ont, en fait, une mission isolée : s'emparer de la pointe du Hoc (5 km à l'ouest d'Omaha) avec initialement trois compagnies du 2e. La compagnie C de ce bataillon doit débarquer avec la première vague à l'extrême ouest d'Omaha pour établir la liaison. Au signal des assaillants, les autres unités doivent rejoindre directement la pointe du Hoc, sinon elles débarqueront à l'ouest d'Omaha et rejoindront la pointe du Hoc par la terre. 
.

#### Génie
Les unités du génie comprennent les unités organiques des divisions, mais aussi des renforts, dont, entre autres, des unités spécialisées dans la démolition appartenant à la Navy.

### Flotte
Le commandement de la flotte est assuré par l'amiral Hall qui travaille en étroite collaboration avec le général Gerow. Pour le débarquement, ils se trouvent d'ailleurs tous les deux sur l’Ancon qui remplit la fonction de navire QG.

#### Navires d'escorte, d'appui feu et de services

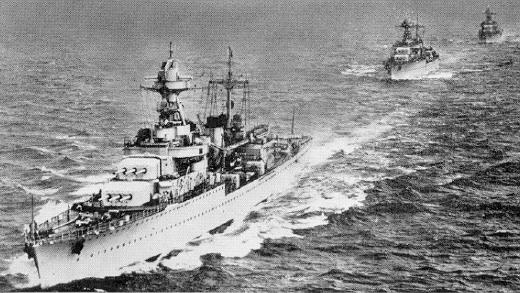
Croiseur Georges Leygues.

- USS Texas (tirs affectés prioritairement à la pointe du Hoc)
- USS Arkansas
- HMS Glasgow
- FS Montcalm
- FS Georges Leygues
- 12 destroyers

À cela, il faut ajouter 33 dragueurs de mines et quelque 600 navires de plus petite taille.

#### Navires de transport
Plus de 280 navires de types divers, barges de débarquement d'infanterie non comprises, assurent le transport de 34 000 hommes et de 3 300 véhicules.

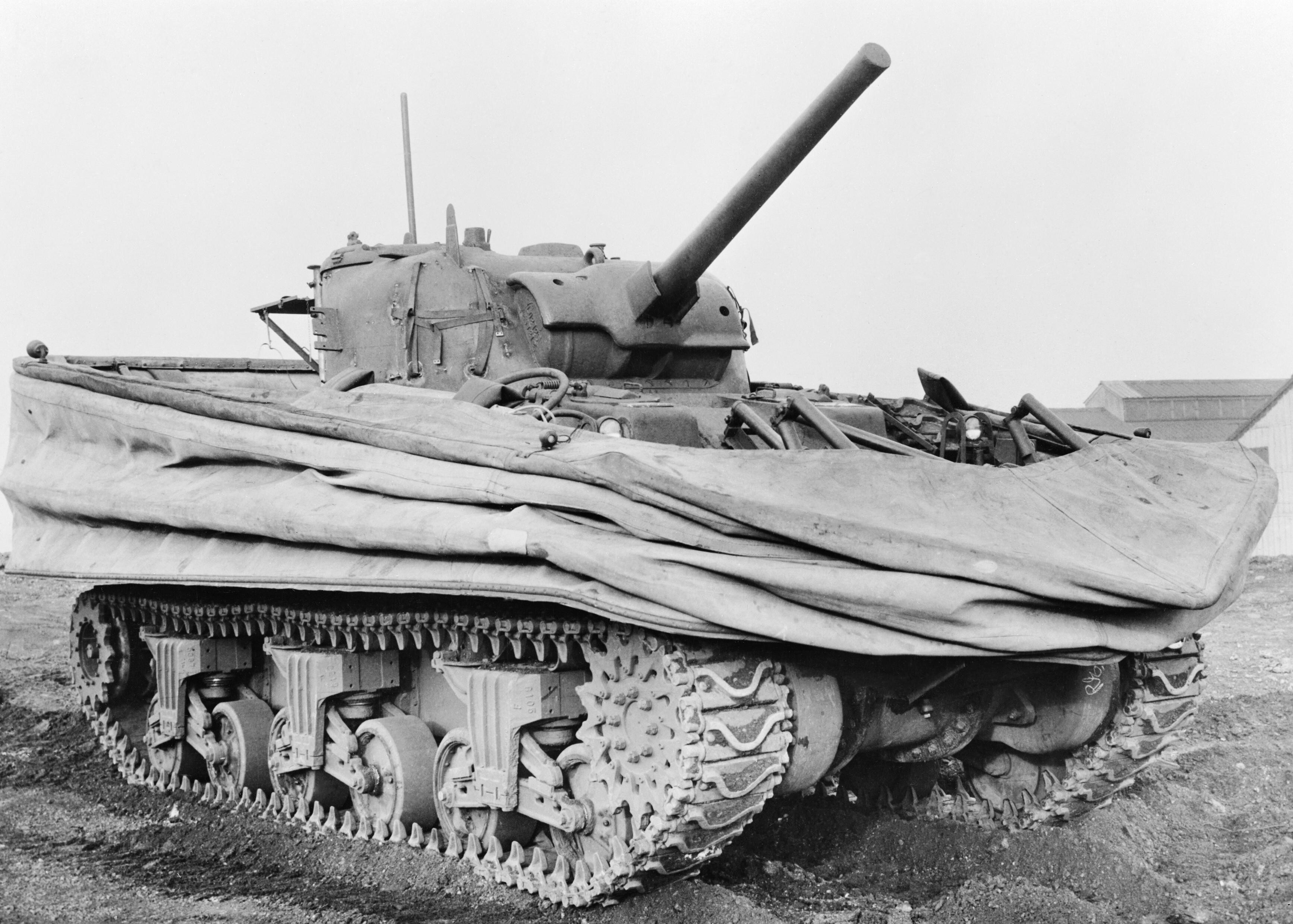
Sherman DD avec jupe abaissée.

#### Moyens amphibies
De multiples moyens amphibies ont été construits pour le débarquement dont des chars amphibies et des barges de divers types.
Les chars amphibies dits « chars DD », abréviation officielle de Duplex Drive (double conduite), étaient appelés Donald Duck par les tankistes. Il s'agit de chars Sherman munis d'une jupe de toile qui, dressée verticalement, leur permet de flotter. Deux hélices assurent la propulsion. La mise à l'eau est prévue à quelque 4 km de la côte. Dès l'arrivée sur la plage, la jupe est abaissée et le char peut ouvrir le feu et se mouvoir. Ce matériel, partie des Hobart's Funnies, imaginé par le général britannique Percy Hobart, est resté secret jusqu'au 6 juin.
Les principales barges étaient appelées :
- Landing Craft Assault (LCA) : plus ancien et moins rapide (8 nœuds), peut transporter 30 hommes, longueur 12 m ;
- Landing Craft Vehicle & Personnel (LCVP) : vitesse max 12 nœuds ; peut transporter 36 hommes ou des véhicules à roues, longueur 12 m ;

Les LCA et LCVP transportent d'abord les compagnies d'infanterie.
- Landing Craft Mechanized (LCM) : peut transporter 60 hommes ou un char, longueur 13 m ;

Les LCM transportent d'abord les unités du génie avec leurs tankdozers.
- Landing Craft Tank (LCT) : peut transporter 3 ou 4 chars moyens, longueur 60 m ;

Les LCT transport les chars Sherman jusqu'à la plage sauf les chars DD qui sont « lâchés » à quatre kilomètres en mer.
- Landing Craft Infantry (LCI) : existe en deux modèles ; capacité soit 100, soit 200 hommes.

Il y a aussi des navires spéciaux :
- Landing Ship Infantry (LSI): transporte des hommes, des LCA, des LCM qu'il met à l'eau ;
- Landing Ship Tank (LST) : muni de grues et d'une rampe flottante pour décharger des chars et autres véhicules.

### Planification du débarquement
Dans le cadre du plan Neptune (plan de mise en place de l'opération Overlord), la plage d'Omaha et la pointe du Hoc sont attribuées à la force d'assaut appelée force O qui est suivie par la force B. La force O comprend deux régiments de la 29e division (116 et 115), deux régiments de la 1re division (16 et 18), deux bataillons de rangers (2 et 5) et des moyens d'appui. Elle représente un total de 34 000 hommes et 3 600 véhicules placés sous le commandement du commandant de la 1re division (général major Huebner) assisté du général adjoint de la 29e division (brigadier général Cota). Cette organisation a pour but d'assurer l'unité de commandement dans la phase initiale et de faciliter le passage à deux divisions dès que possible. Les autres éléments des deux divisions constituent temporairement la « force B » qui débarquera dans la foulée et qui est placée sous le commandement du commandant de la 29e division.

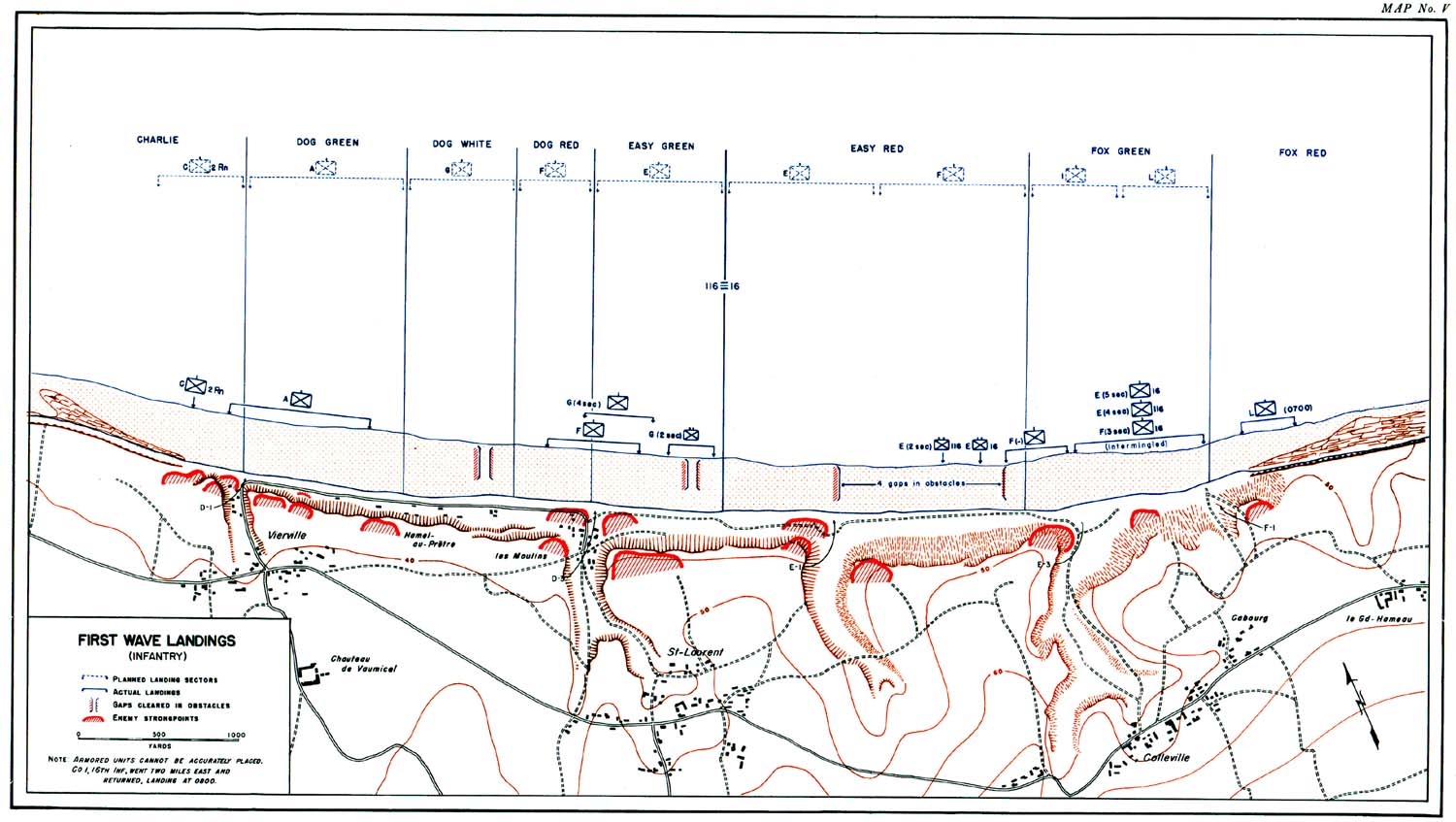
Brèches (en sur la carte) effectuées par les hommes-grenouilles du NCDU du en qui doivent déminer et faire exploser les obstacles immergés, tandis que les sapeurs du génie doivent dégager les obstacles sur la plage.

Deux régiments débarquent en tête, chacun sur un front de trois à quatre kilomètres :
- à l'ouest, le 116e RCT (de la 29e division), renforcé, entre autres, par le 743e bataillon tank ;
- à l'est, le 16 RCT de la 1re division avec, sous son commandement, le 741e bataillon tank.

Ces régiments sont appelés Regiment Combat Team (RCT), car ils sont composés principalement d'infanterie mais aussi des tanks, d'unités du génie, de moyens antiaériens, d'artillerie et d'appui logistique et médical.
Pour la mise à terre d'un RCT (3 500 hommes et 300 véhicules), est prévu environ : 80 LCVP, 20 LCA, (?) LCM et 50 LCT (faisant des rotations entre la plage et les navires de transport).
La plage d'Omaha est divisée en secteurs nommés Charlie, Dog, Easy, et Fox. Ces secteurs de largeurs différentes sont subdivisés en sous secteur repérés par un nom de couleur : Dog Green, Dog White… Chaque unité tactique est assignée à une zone précise. Cette nomenclature doit permettre de coordonner l'arrivée des troupes et faciliter la remontée d'information.
L'ordre de succession des unités fait l'objet de tables reprenant de manière très précise, en fonction du temps et par secteur, le personnel et les véhicules à débarquer avec les moyens de transport naval afférents. Les barges de débarquement doivent effectuer des rotations entre la plage et les navires de transport et un certain taux de perte a été estimé. Des missions de sauvetage de naufragés sont aussi prévues. Il va de soi que les autorités savent que ces tableaux indispensables ne pourront être suivis à la lettre et qu'ils ne constituent qu'un guide.
Les premiers éléments qui doivent arriver sur la plage sont les chars DD, dont on compte sur l'effet de surprise. Il y en a 64 pour la totalité de la plage. Ils sont immédiatement suivis par des compagnies d'infanterie (quatre par RCT) et d'unités du génie.
Les unités du génie sont articulées en seize Gap Assault Teams (8 par RCT) composées chacune d'une quarantaine d'hommes provenant du génie, mais aussi des demolition units de la Navy. Chaque équipe dispose d'un Tankdozer. Ils seront amenés sur la plage par des LCM. Leur mission est de détruire les obstacles pour créer 16 brèches de 45 m de large. Ce travail est indispensable car la marée sera montante et il faut permettre l'arrivée des barges qui vont suivre.
À titre d'illustration, le tableau ci-dessous donne une synthèse des tables de débarquement pour les trente premières minutes.
| Timing     | 116 RCT                                                               | 16 RCT                                                                |
| ---------- | --------------------------------------------------------------------- | --------------------------------------------------------------------- |
| H-10 / H-5 | 32 tanks DD deux compagnies tanks amphibies                           | 32 tanks DD deux compagnies tanks amphibies                           |
| H          | 8 LCT une compagnie tanks standards                                   | 8 LCT une compagnie tanks standards                                   |
| H+1        | 6 LCA + 18 LCVP quatre compagnies infanterie                          | 12 LCA + 12 LCVP quatre compagnies infanterie                         |
| H+3        | 2 LCA : une compagnie ranger 12 LCM : unités génie                    | 8 LCM : unités génie                                                  |
| H+8        |                                                                       | 4 LCM unités génie                                                    |
| H+25       |                                                                       | 6 LCM unités génie                                                    |
| H+30       | 8 LCA + 19 LCVP deux compagnies infanterie, HQs, unités antiaériennes | 6 LCA + 20 LCVP deux compagnies infanterie, HQs, unités antiaériennes |

Ensuite arrive, entre H + 40 min à H + 120 min, une vague toutes les dix minutes. Dans l'hypothèse où le 5e bataillon de rangers et les deux dernières compagnies du 2e bataillon ne sont pas envoyés directement sur la pointe du Hoc, il est prévu de les faire arriver sur Dog Green entre H+60 et H+70.
En l'espace de quatre heures, les deux RCT de tête doivent avoir débarqué. Alors suivent les deux autres régiments d'infanterie de chaque division et les divers éléments d'appui.

## Phases du Débarquement

### Mise à l'eau de la flotte
À partir de 3 h 30, commence le transbordement des unités d'infanterie des bateaux de transport vers les barges de débarquement. Les premières barges quittent leurs navires d'attache à 5 h 20. Elles ont plus d'une heure de navigation avant d'atteindre les plages dans une mer forte. En effet, pour être hors de tir des batteries côtières allemandes, les plus gros navires mouillent à une quinzaine de kilomètres des côtes. Pendant cette traversée, une dizaine de barges coulent ou chavirent.
Dès 5 h 40, des LCT commencent à « lâcher » les tanks DD du 741 bataillon à cinq kilomètres de la côte. Recouverts par la forte houle (creux de 1,5 m), les 16 tanks DD de la compagnie C coulent assez rapidement. À la compagnie B, 13 chars sont mis à l'eau mais 2 seulement parviennent à atteindre la plage ; les 3 derniers peuvent être débarqués sur l'estran par leur LCT (par hasard, la rampe s'étant bloquée, le LCT dérive jusqu'à la plage). Le 741e bataillon tank commence le combat avec seulement le tiers de ses chars.
Le 743e bataillon tank a plus de chance. Informé des problèmes du 741e, le commandant décide de prendre le risque de faire amener tous ses chars sur la plage par les LCT.
Remarques concernant la perte des chars DD :
- des fouilles sous-marines effectuées dans les années 1980 ont établi que des chars avec jupe levée et cheminée de chef-char en position coulent, hors de leur LCT, à bien plus de cinq kilomètres de la côte. Il semble probable que des marins effrayés par la vigueur du feu ennemi ont largué « leurs » chars trop rapidement, donc trop loin ;
- un fort courant marin parallèle à la côte est peut-être également en cause. Les jupes sont plus vulnérables à des recouvrements d'eau venant latéralement.

### Bombardement aérien et tir naval
Les bombardiers américains, à la précision limitée même pour ceux équipés du radar H2X et du viseur Norden, font leur apparition à 6 h 5. Les nuages sont bas, si bien qu'ils doivent bombarder à travers le plafond nuageux. Ils arrivent par la mer et non en longeant la côte, survolant les barges de la première vague. Si elle permet de limiter le risque d'être touché par la DCA allemande, cette tactique rend également le bombardement de la ligne de défense allemande plus difficile. 329 bombardiers lourds, Liberators et forteresses volantes de la 8e force aérienne américaine, vont larguer dans la demi-heure précédant le débarquement près de 13 000 bombes. Mais les aviateurs, craignant de toucher les leurs, les larguent trop tard. À l'inverse, les bombardiers moyens lâchent prématurément leurs bombes. Aucune bombe ne touche les obstacles de la plage, les champs de mines ou les blockhaus sur le talus. Les bombes tombent au-delà de la crête côtière, voire beaucoup plus à l'intérieur des terres, et les postes de défense allemands restent intacts. De plus, les avions lâchent des bombes à fragmentation moins puissantes pour éviter la formation de cratères sur la plage qui gêneraient la progression des véhicules, ce qui empêchera les bataillons d'infanterie de se mettre à l'abri dans ces défenses naturelles.
À 5 h 58, le jour se lève et l'artillerie navale prend le relais. Le tir dure moins d'une quarantaine de minutes. L'épaisse fumée due au bombardement aérien masque la côte et « les tirs sont trop courts, frappant la mer devant les barges de débarquement qui vont s'élancer vers la grève ».
Au total, ce pilonnage combiné n'a pas eu l'efficacité attendue. Les tirs navals, plus précis, endommagent moins de 20 % des fortifications mais permettent de sonner les défenseurs, noyés sous un déluge d'obus.

### Première vague

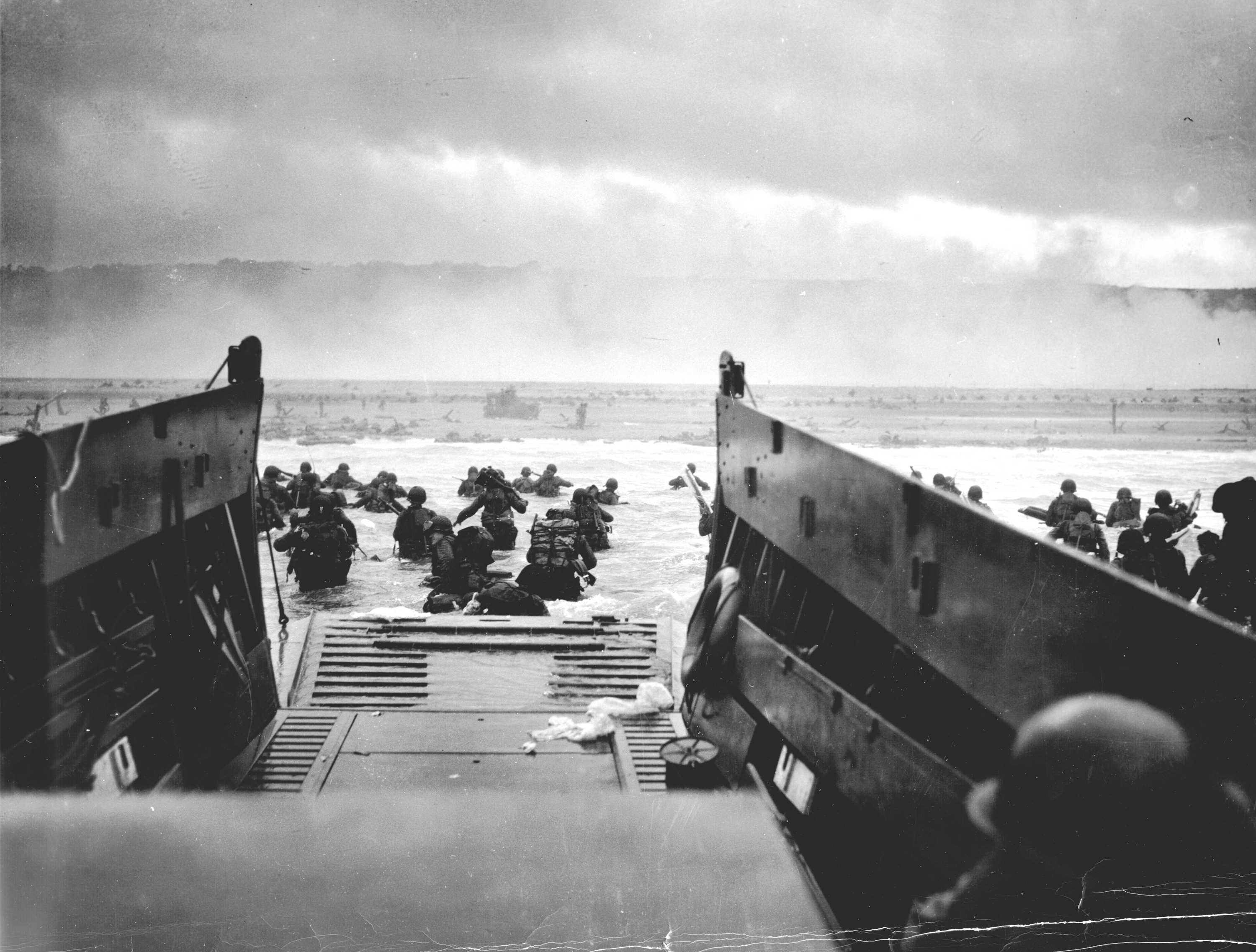
Une barge de débarquement provenant de l'USS Samuel Chase débarque des troupes de la 1re division d'infanterie américaine dans la matinée du 6 juin 1944 à Omaha Beach.

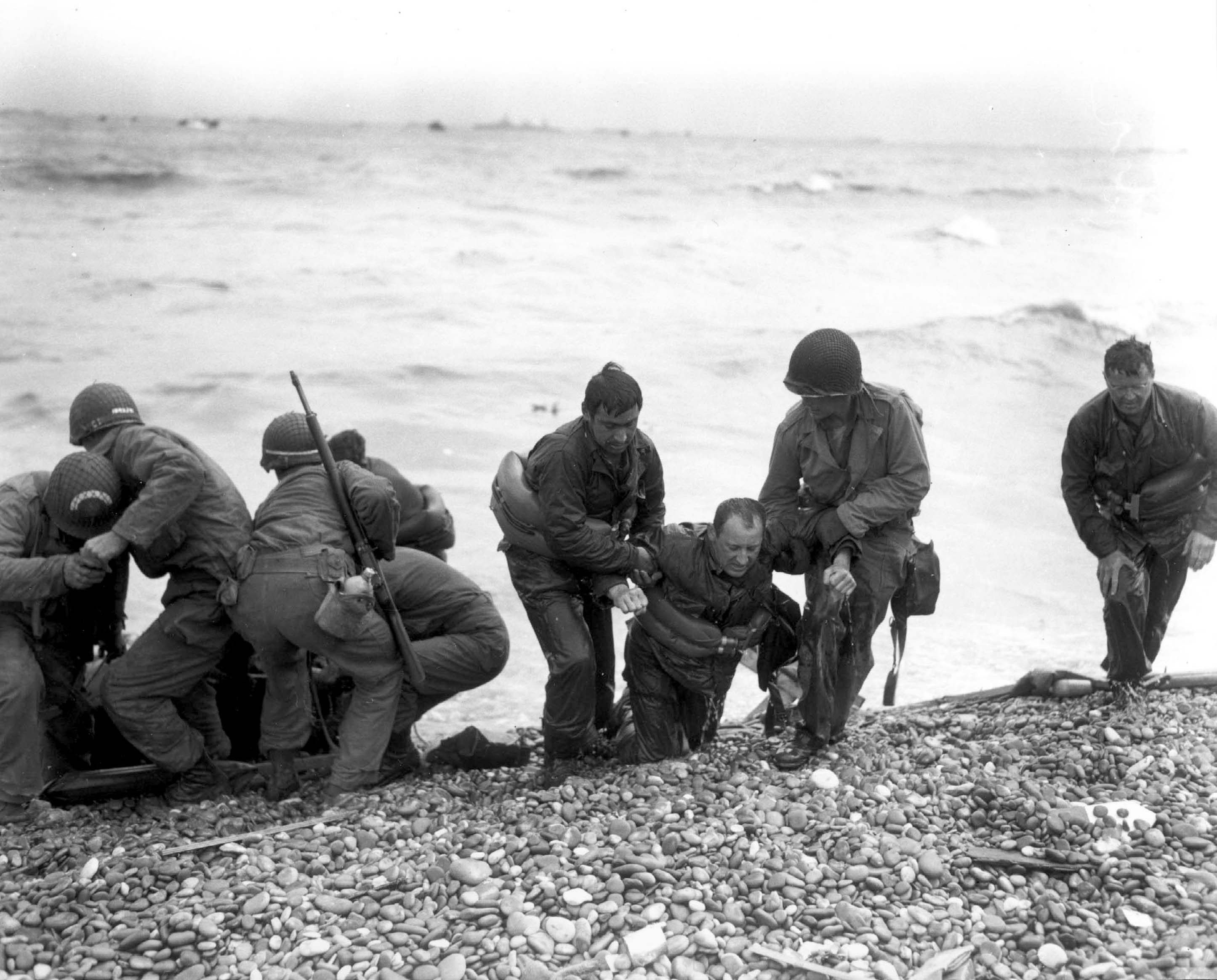
Des soldats aident des camarades, dont la barge de débarquement a sombré, à gagner la plage d'Omaha Beach.

Dès 6 h 25, la première vague atteint la plage. Ce sont des équipes du génie qui arrivent les premières, suivies immédiatement puis dépassées par les huit compagnies d'infanterie. Les chars amenés par LCT arrivent quelques minutes plus tard. Les 2 Sherman DD rescapés sont aussi sur la plage. L'ensemble compte 1 450 hommes, une soixantaine de chars et divers engins du génie. La plupart des unités arrivent toutefois plus à l'est que prévu (parfois plus d'un km), le courant marin ayant fait dériver les barges. À la suite des tirs de l'artillerie allemande, plusieurs barges sont coulées et près de 150 hommes parviennent à gagner la plage à la nage.
Conformément aux ordres, les Allemands ne dévoilent pas leurs positions restées intactes. Ils attendent que les troupes débarquent pour ouvrir le feu. Les huit premières compagnies américaines du 116e RCT (E, F, G, A) et du 16e RCT (L, I, E, F) sont décimées. Les fantassins s'abritent, comme ils peuvent, derrière les obstacles des plages ou la levée de galet. Comme le fait remarquer un officier américain, il n'y a même pas un trou d'obus pour se mettre à couvert. Les hommes du génie, qui doivent ouvrir des brèches à travers les obstacles avant que la marée ne monte, subissent également des pertes importantes.
Le photographe de guerre Robert Capa, qui a débarqué avec la compagnie E du 116e RCT à Easy Red, prend les premières photos du débarquement. La situation est catastrophique. Le seul point positif se situe à l'extrême ouest de la plage où la compagnie C du 2e bataillon de rangers a réussi à atteindre le pied de la falaise. Au même moment, à 5 km de là, trois autres compagnies de ce bataillon doivent s'emparer de la pointe du Hoc. La compagnie C est chargée de débarquer à Omaha pour réaliser la jonction avec eux. Elle parvient à passer juste à l'ouest du WN 73 pour l'attaquer à revers. D'autres rangers toujours en mer attendent, de la pointe du Hoc, le signal de rejoindre, sinon ils débarquent aussi à Omaha.

### Deuxième vague

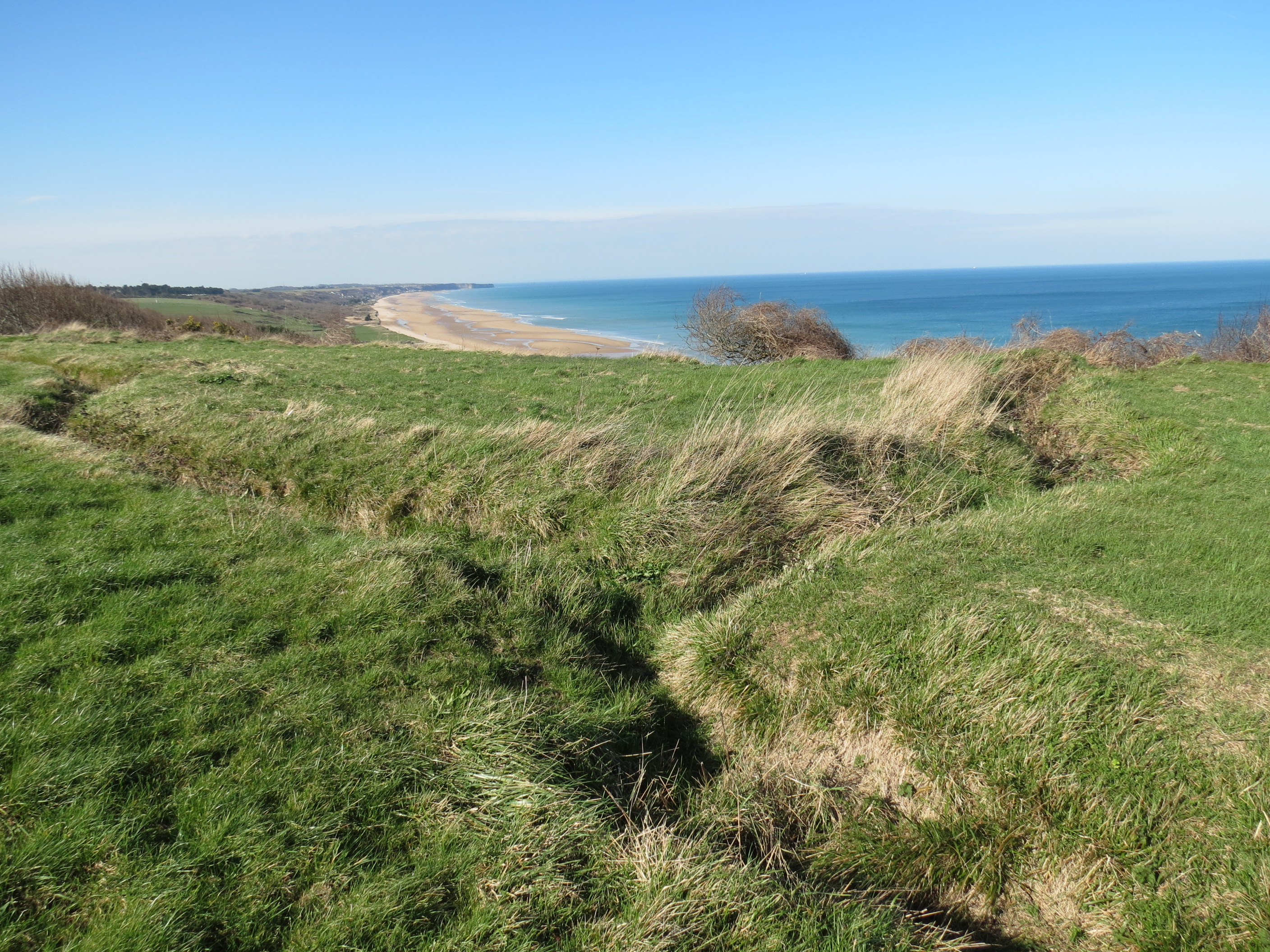
Réseau de tranchées du WN60, première position allemande prise par les troupes américaines.

À partir de 7 h, arrivent les barges qui amènent la deuxième vague. De nouvelles compagnies d'infanterie et les rangers débarquent. Le brigadier général Cota, adjoint au commandant de la 29e division arrive à Dog White. Il encourage les hommes. Le 5e bataillon de rangers, avec quelques compagnies d'infanterie, parvient à atteindre le plateau entre les WN 70 et 68.
Vers 8 h 15, les rangers aidés des fantassins réussissent une première percée en direction de Vierville. À l'est, le colonel Taylor, commandant du 16e RCT, parvient à faire passer un groupe d'hommes entre les WN 64 et WN 62. On retient d'ailleurs une maxime lancée par Taylor sur la plage : « Il n'y a plus que deux genres de soldats sur cette plage ; ceux qui sont morts et ceux qui vont mourir ! Alors bougeons-nous de là ! »
À 9 h, à l'extrême est de la plage, le WN 60 se rend après avoir été débordé.
À 10 h, trois percées ont réussi, mais la situation reste désespérée. Deux destroyers s'approchent jusqu'à un kilomètre de la côte et effectuent un tir de précision sur les défenses. La voie d'accès du Ruquet (E1) peut être ouverte.

### Après 10 heures

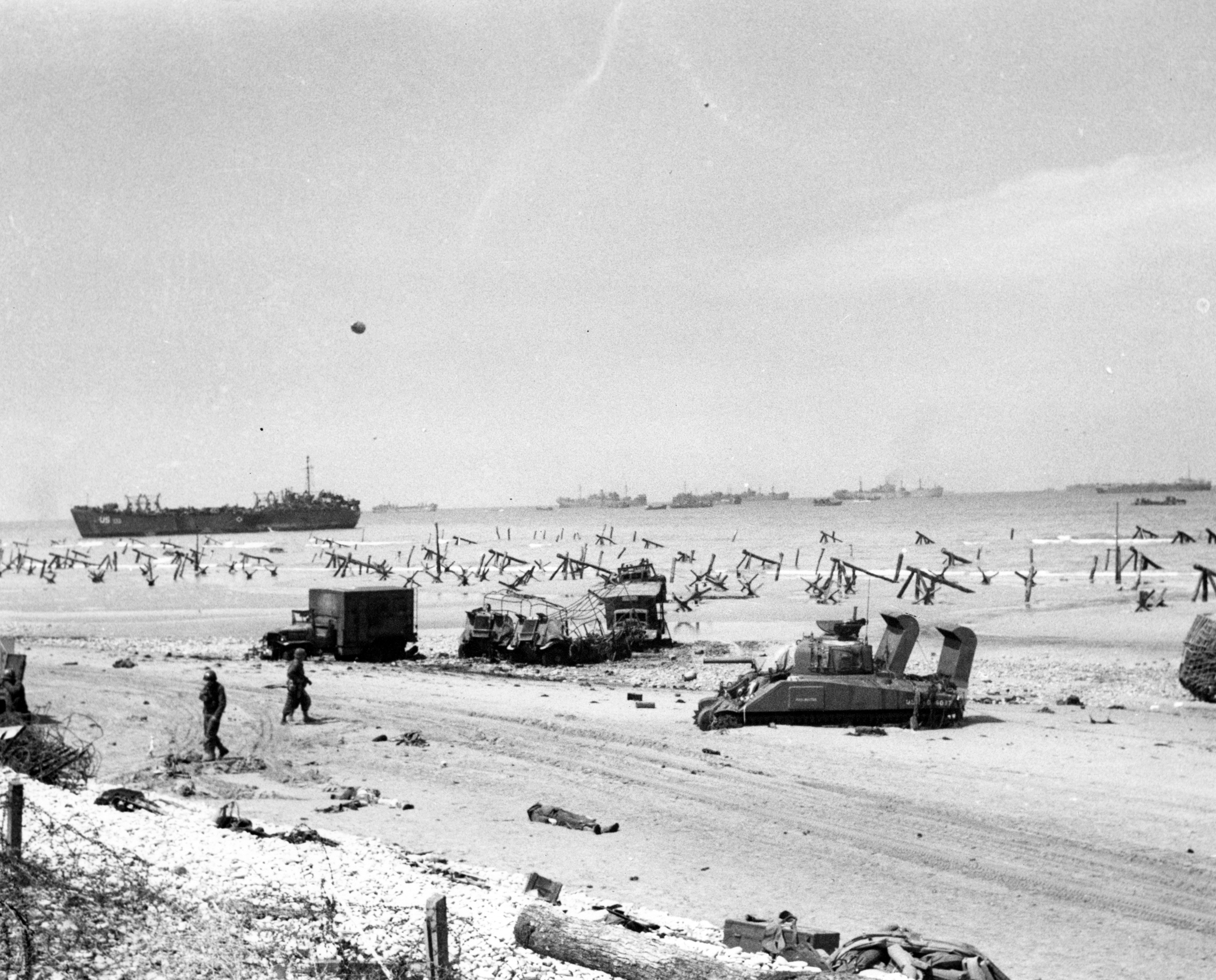
La plage d'Omaha Beach au cours de l'après-midi du 6 juin.

À 10 h 30, la marée est haute. Les 18 et 115 RCT commencent à débarquer. 
Avec l'aide de l'artillerie navale, les WN tombent les uns après les autres sauf les WN 66 et 68 qui tiennent jusqu'au soir. Entre-temps, les Allemands contre-attaquent, mais ils sont repoussés. L'artillerie allemande commence à faiblir, elle commence à manquer de munitions. Chez les Américains, l'appui naval se fait plus efficace et réduit certains WN. Les LCI peuvent aborder devant le Ruquet (E1). Les hommes du génie aménagent un accès menant à Saint-Laurent afin de permettre l'acheminement des véhicules et du matériel.
En début d'après-midi, les GIs occupent le haut de Vierville. 
Le soir, la pénétration n'est pourtant que de 2 à 3 km. Il y a toujours à Colleville des Allemands qui tentent de s'exfiltrer ; la plupart seront capturés.

### Bilan de la première journée

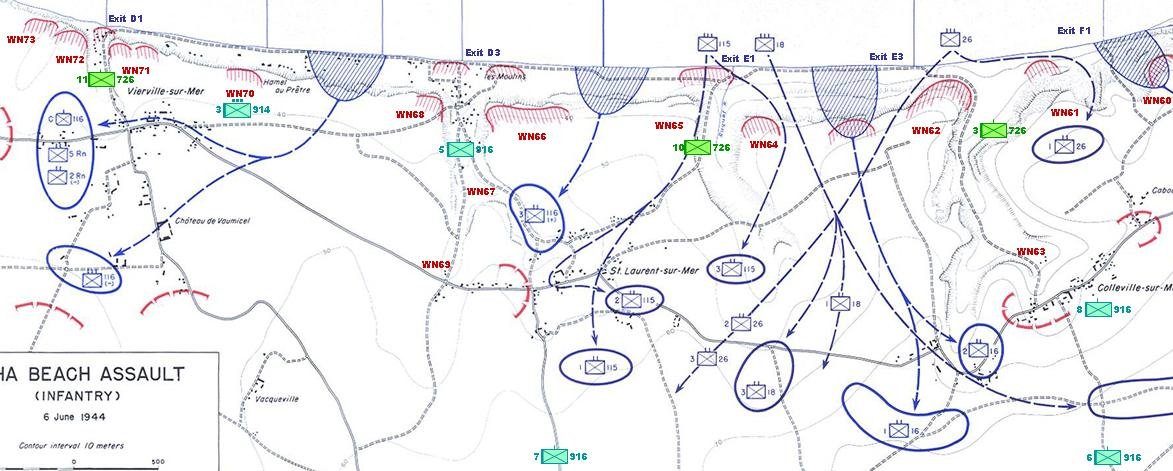
Plan de la zone

Les objectifs prévus à la fin du Jour J pour la zone d'Omaha ne sont pas atteints. Ils prévoient une tête de pont allant de l'embouchure de la Vire à l'ouest à la jonction avec la tête de pont anglo-canadienne à l'est sur une profondeur de 8 km à l'intérieur des terres, grossièrement sur une ligne du nord d'Isigny à Bayeux, suivant, sur sa partie est, la rivière Aure. La jonction avec la pointe du Hoc n'est même pas réalisée. Seule une petite tête de pont jusqu'au village de Vierville et un peu au-delà des villages de Saint-Laurent et Colleville est tenue, de deux kilomètres de la côte dans sa plus grande profondeur (et la côte entre Vierville et Saint-Laurent n'est pas encore sécurisée). Mais le périmètre dégagé est suffisant pour pouvoir alimenter la tête de pont.
34 000 hommes et 2 800 véhicules ont débarqué mais seulement 100 t de fret au lieu des 2 400 prévues. Les pertes en matériel sont importantes. Les pertes humaines sont de presque 1 000 tués et 2 000 blessés et disparus (quinze fois plus qu'à Utah Beach).
L'historien américain Joseph Balkoski estime que 4 700 hommes ont été tués, blessés ou ont disparu sur 35 000 personnes ayant débarqué, soit 13 % (jusqu'à 40 % pour certaines compagnies, par exemple : Compagnie A/116th) dont 2 000 morts ou disparus.
Heinrich Severloh, mitrailleur allemand positionné sur le poste de défense WN62, affirme dans sa biographie publiée en 2000, qu'il a tué ou blessé près de 2 000 soldats américains qui ont débarqué sur la plage ce jour-là ; le bilan détaillé des pertes à Omaha Beach du côté anglo-américain est officiellement de 852 tués, 721 disparus et 2 176 blessés. Severloh a été surnommé le « boucher d'Omaha »,  tirant sans discontinuer 12 500 coups avec sa mitrailleuse MG42  jusqu'à 15 h 30.

## Conséquences

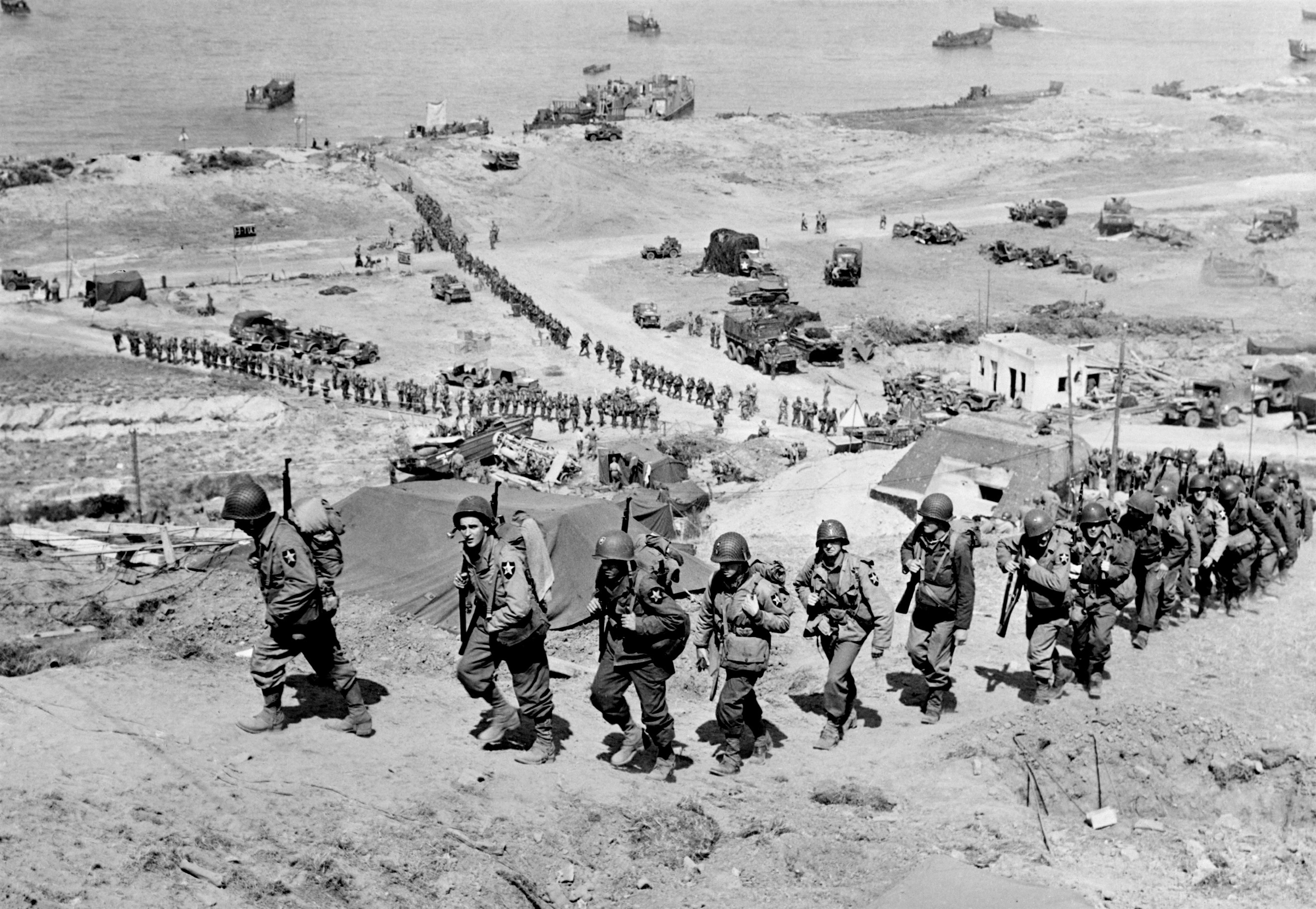
La 2e division d'infanterie à Omaha Beach, le 7 juin (J+1). Ici, au lieu-dit Le Ruquet.

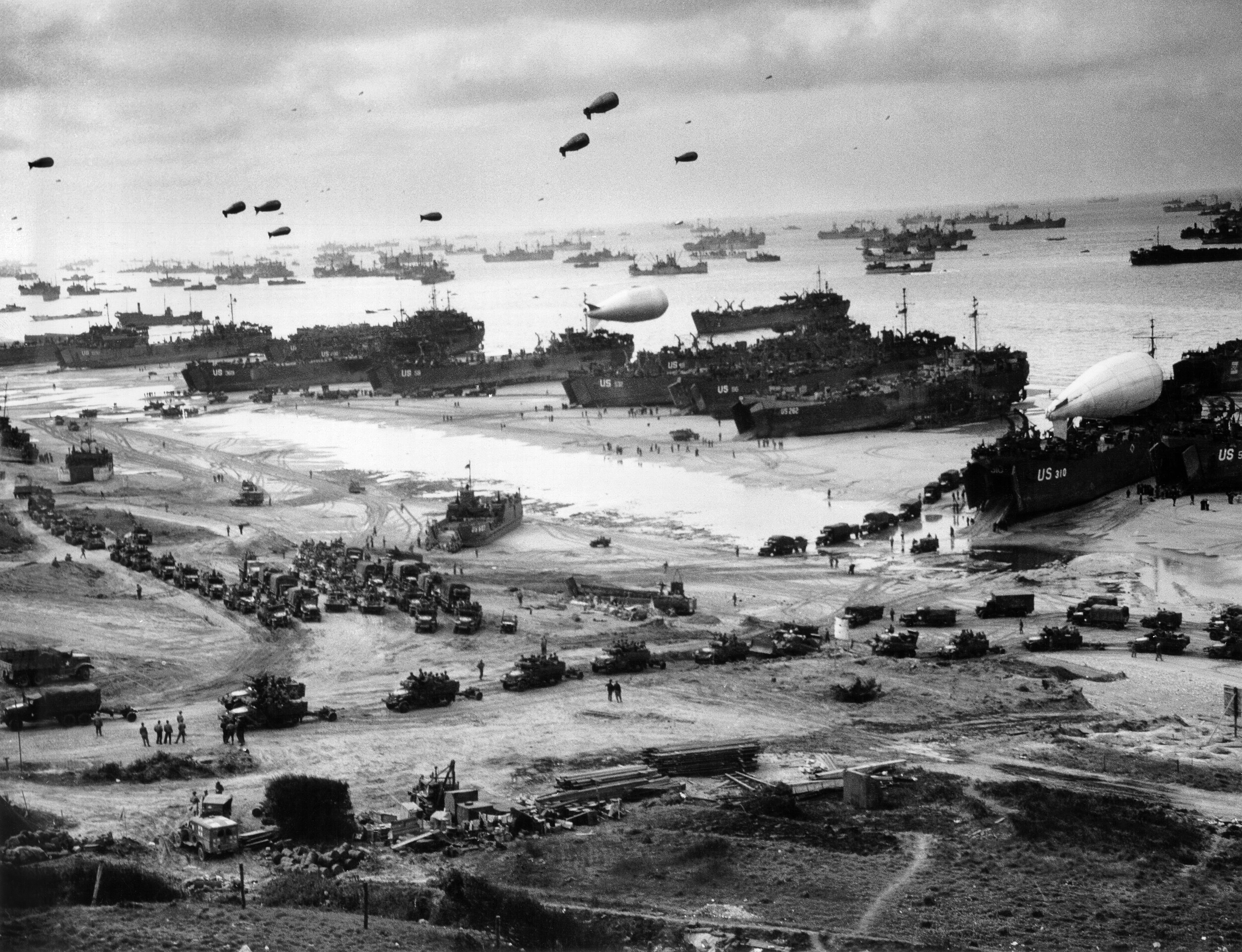
Activité de débarquement à Omaha Beach vers la mi-juin 1944.

La tête de pont s'agrandit et le retard est rattrapé.
Les 7 et 8 juin, la 2e division d'infanterie débarque, suivie le 10 par la 2e division blindée. La 29e division progresse vers l'ouest et établit le lendemain la jonction avec les Rangers retranchés à la pointe du Hoc. Le 175e régiment et le 747e bataillon blindé se dirigent alors vers Isigny qu'ils prennent dans la nuit. La Ire division américaine, la « Big Red One », réduit les poches de résistance à Colleville-sur-Mer le 7 juin et atteint le lendemain la route nationale 13. Une partie se dirige vers l'est pour faire la jonction avec les Britanniques débarqués à Gold Beach et essaye, sans succès, d'encercler le 726e régiment de grenadiers allemands au sud de Port-en-Bessin. Dès le 8 juin, les Américains disposent d'une tête de pont de 5 à 6 km de profondeur, la ligne de front, d'Isigny à Bayeux, se situant au sud de la RN 13.
Un terrain d'aviation est construit à Saint-Laurent-sur-Mer dès le 8 ; il permet l'évacuation de nombreux blessés. Un port artificiel Mulberry est assemblé au large de Saint-Laurent. Contrairement à son pendant d'Arromanches, il ne résiste pas à la tempête du 19 au 22 juin. L'infrastructure est toutefois adaptée pour faciliter des transbordements vers la plage. Jusqu'à la remise en service du port de Cherbourg, les plages d'Utah Beach et d'Omaha Beach seront massivement utilisées pour la logistique américaine, principalement par échouage des navires.

## Analyse de la bataille
Omaha Beach est certainement, parmi les cinq plages, celle qui a le relief le plus défavorable pour un débarquement.
Beaucoup de facteurs impondérables nuisent à l'opération :
- la mauvaise visibilité a empêché la neutralisation de la défense par les bombardiers et l'artillerie navale ;
- l'état de la mer, un courant marin plus fort que prévu et une mise à l'eau trop loin des plages ont causé le chavirage de nombreuses barges et la perte de 27 tanks DD sur 29. Cela cause également le chaos dans l'ordre et les lieux de débarquement ;
- la présence inattendue de la 352e division allemande qui double le nombre de défenseurs. Ces vétérans sont plus expérimentés que les soldats de la 716e division d'infanterie composée de très jeunes recrues, de blessés et, parfois, des infirmes retirés du front russe ou des troupes recrutées parmi les prisonniers de l'armée Rouge qui refuseront de se battre lors du débarquement[15]. L'état-major de la 1re division d'infanterie américaine vient d'être alerté du déploiement de cette division de vétérans afin de participer à des exercices défensifs sur la côte, mais cette information n'a pu être répercutée aux troupes d'assaut, compte tenu du silence radio[16].

L'artillerie navale ne semble pas être à la hauteur. La visibilité n'est certes pas idéale, mais les navires sont probablement restés trop éloignés de la côte. Seule, l'approche de deux destroyers après 10 heures peut débloquer la situation.
Le manque de chars pour appuyer la première vague s'est fait cruellement sentir. Vingt-neuf chars DD, dont 27 ont coulé, ont probablement été lâchés trop loin en mer (plus de 5 km). Ils ne sont pas conçus pour affronter des creux de plus de 1,50 m. Sur les autres plages, il en est tenu compte et les chars sont mis à l'eau beaucoup plus près et peuvent remplir leur mission. Le courant amène aussi probablement les chars à ne pas rester perpendiculaires aux vagues afin de garder le cap. Les flancs, moins protégés que la proue, sont plus facilement submergés par la mer. Le manque de dispersion des autres chars DD amenés directement en LCT jusqu'à la plage en fait des cibles plus faciles. Néanmoins, les chars qui ont « survécu » s'avèrent décisifs. Ils ont sauvé la journée, dira un commandant de bataillon d'infanterie.
Les rangers se montrent particulièrement efficaces ; ce qui prouve l'utilité de troupes d'élite bien entraînées.
Les percées entre les positions allemandes s'avèrent bénéfiques, car elles permettent d'attaquer les WN à leur point faible, c'est-à-dire par derrière.
Aucune contre-attaque d'envergure ne peut être menée par les Allemands. Finalement, malgré l'importance des pertes, l'opération est menée à son terme et contribue au succès du débarquement.

## Lieu de mémoire

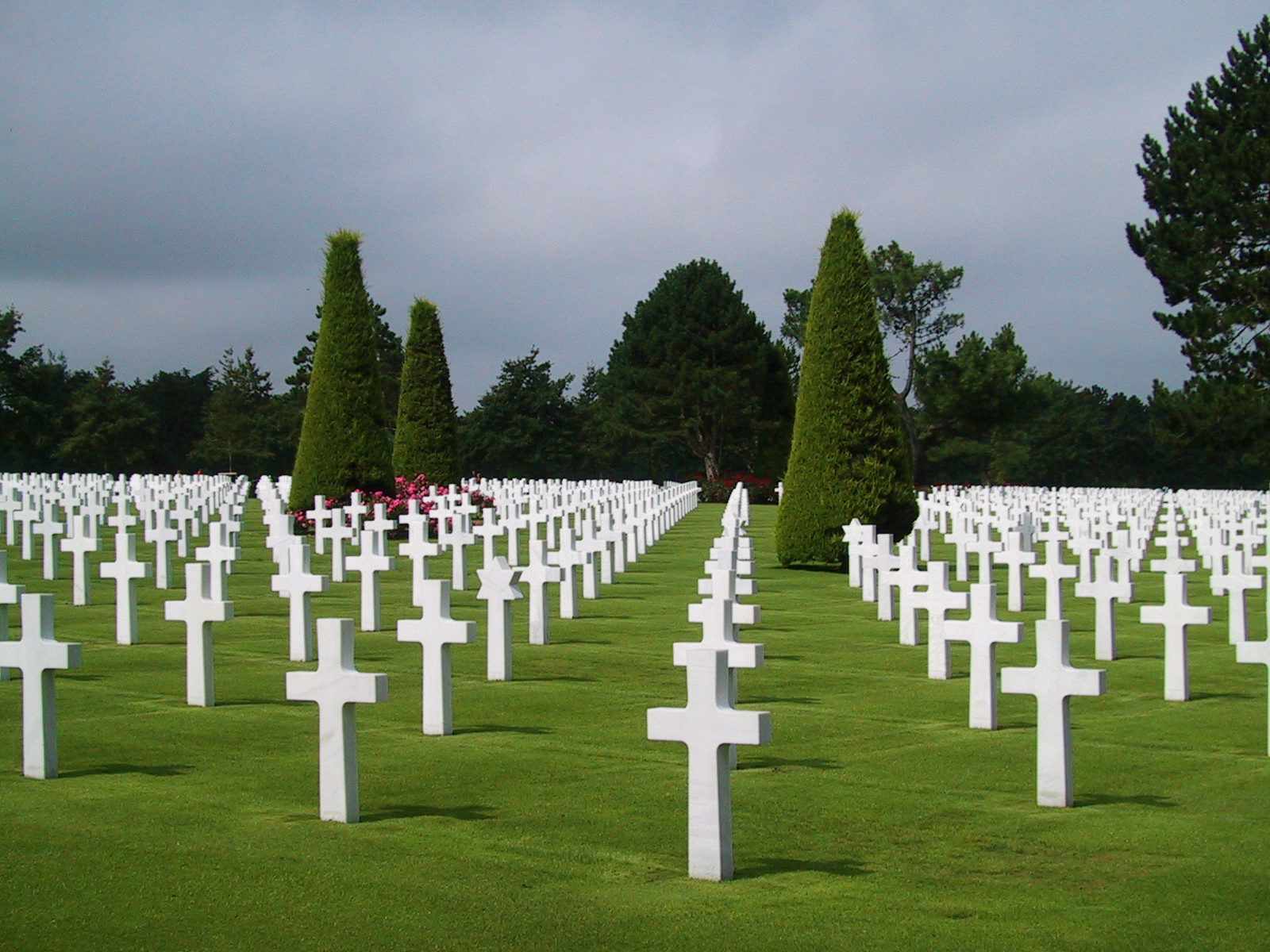
Cimetière américain de Colleville-sur-Mer, Calvados.

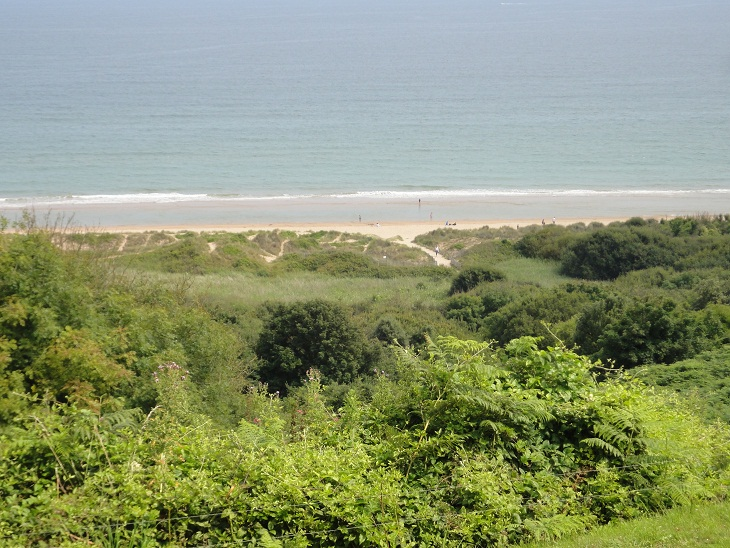
Omaha beach 2011 plage vue depuis le cimetière américain.

Cette plage est un lieu de mémoire essentiel dans l'imaginaire collectif des opérations du débarquement proprement dites. Le cimetière américain de Colleville-sur-Mer et son centre d'accueil qui surplombent et veillent aujourd'hui paisiblement sur la plage en contrebas, rappellent combien « Bloody Omaha » est la plus sanglante de toutes les plages du débarquement, bien que la plupart des soldats enterrés là ne soient pas décédés lors du débarquement, mais au cours des jours voire des années précédents (équipages de bombardiers) ou des jours et des mois suivants au cours de la bataille de Normandie.
Plus à l'ouest, sur la commune de Saint-Laurent-sur-Mer, à la sortie principale de la plage qui se fait au lieu dit « Les Moulins », identifiée « D3 », se trouve édifié un des dix monuments signaux. De part et d'autre, deux fresques honorent la 1re division d’infanterie US et le 116e RCT (Regimental Combat Team) de la 29e Division d’infanterie US.
Implantée sur la plage même, face au monument signal précédemment cité, l’œuvre de la sculptrice Anilore Banon, composée de trois sculptures en inox (les ailes de la fraternité, debout la liberté et les ailes de l'espoir), intitulée « Les Braves », en hommage au courage des soldats des forces alliées, est réalisée pour le 60e anniversaire du D-Day en 2004.
Encore plus à l'ouest, à la commune de Vierville sur Mer, sortie D1, sur l'ancienne position qu'occupait le WN72, se trouve le monument en mémoire des combattants de la National Guard US lors des deux guerres mondiales.
À l'est du cimetière, face à Fox Green, se trouve le monument dédié à la Big Red One (1st Infantry Division US), sur lequel sont inscrits les noms de ses 627 soldats tombés entre le 6 juin et 24 juillet 1944.

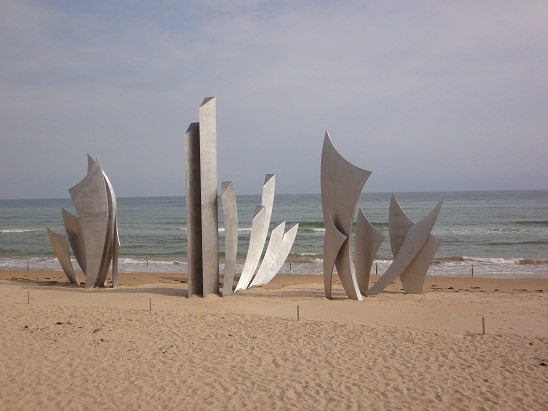
Omaha Beach - Monument « Les Braves »
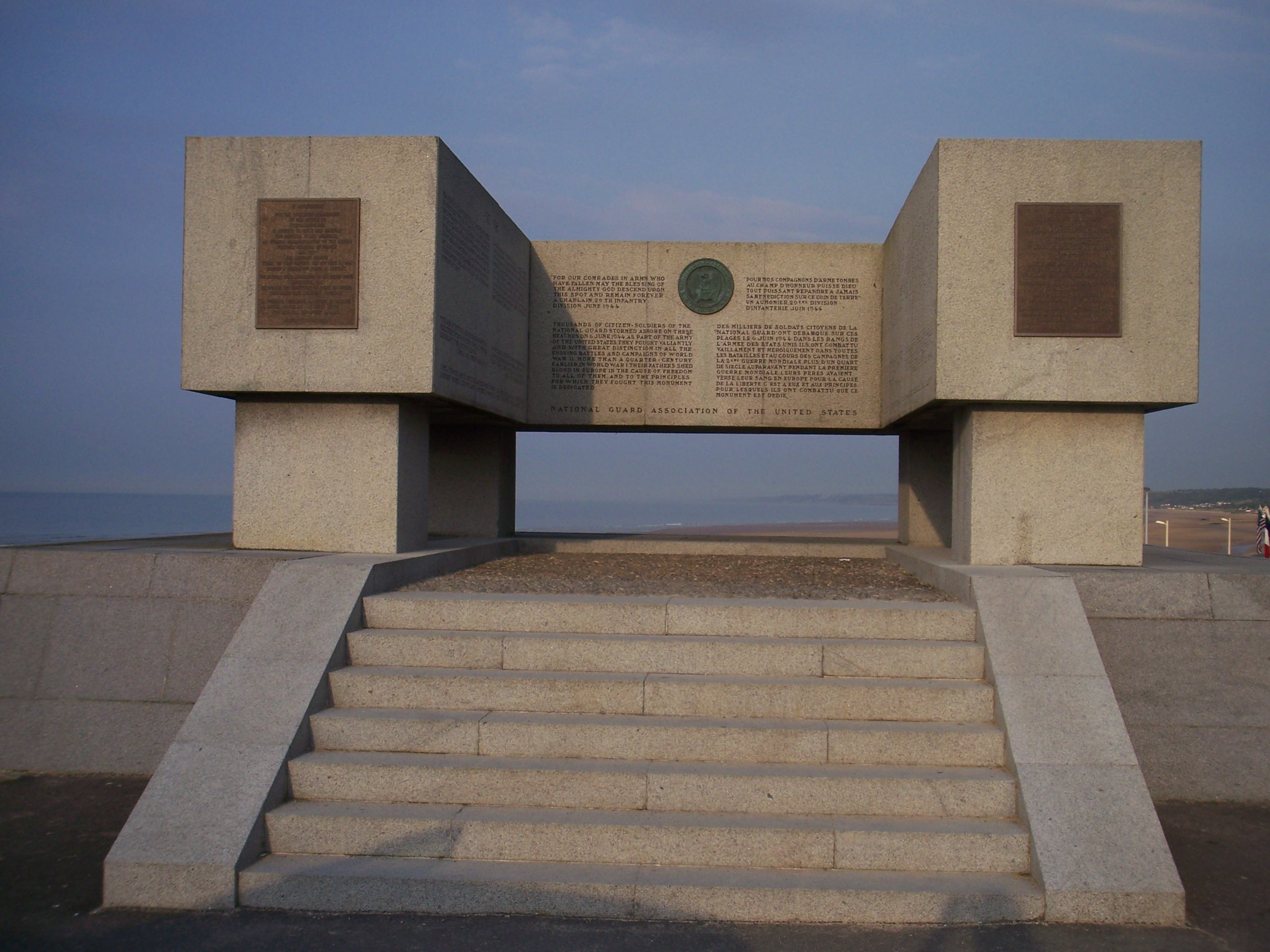
Omaha Beach - Monument National Guard Association US
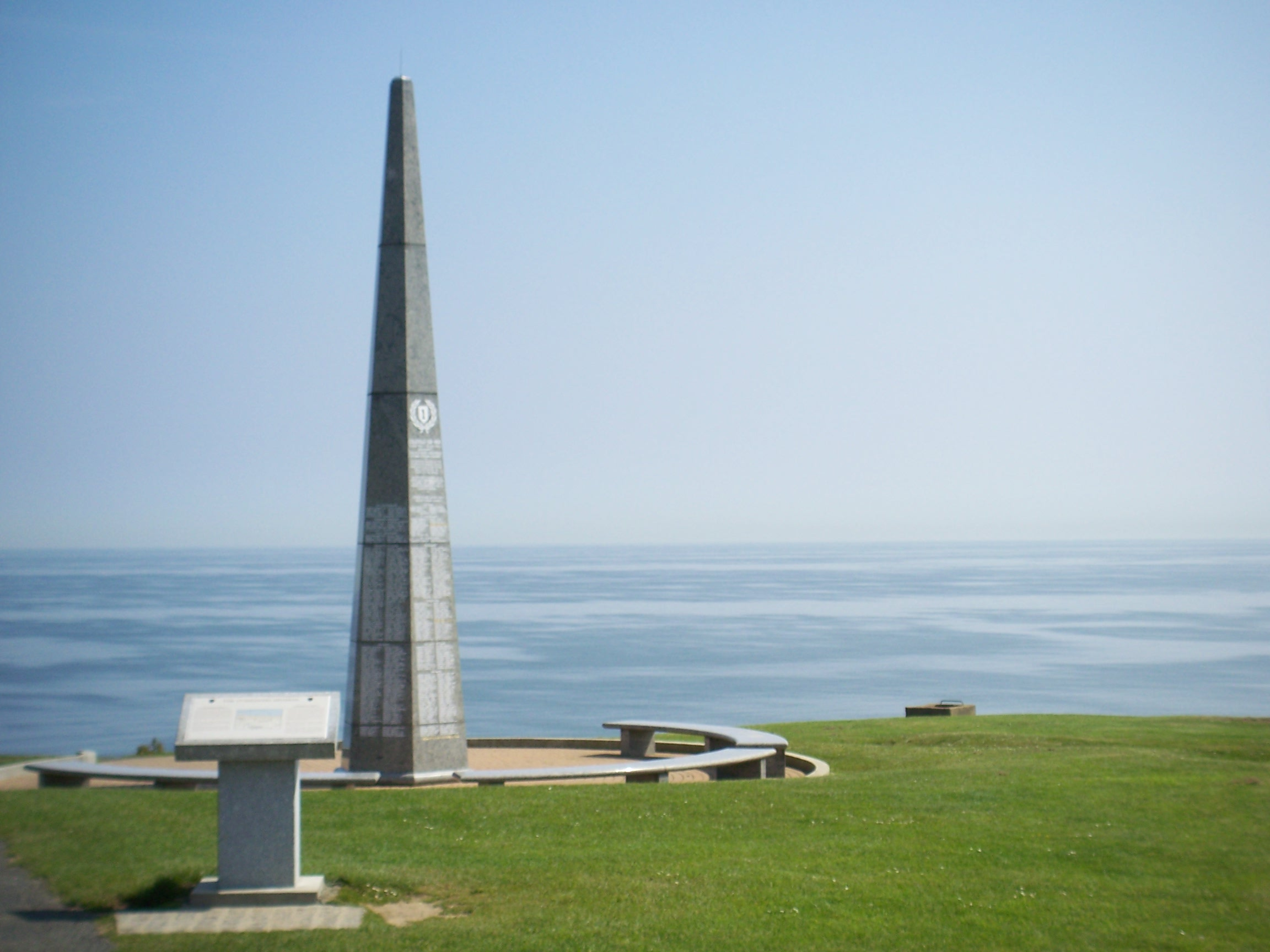
Omaha Beach - Monument 1st Infantry Division (United States)

## Dans la culture

### Bande dessinée
- Operation Overlord, Glénat, 2014, 46 p.
  - Omaha Beach (scénario : Bruno Falba ; Story-board : Davide Fabbri ; Encrage : Christian Dalla Vecchia ; Couleur : Domenico Neziti)  (ISBN 9782723496674).
- Jean-David Morvan (scénario), Séverine Tréfouël (scénario), Dominique Bertail (dessin et couleurs), Robert Capa (photographies) et Bernard Lebrun, Omaha Beach, 6 juin 1944, Dupuis, coll. « Aire libre », mai 2014 (ISBN 978-2-8001-6247-8). (BNF 44400509)

### Filmographie
- Le Jour le plus long (The Longest Day), 1962.
- Au-delà de la gloire (The Big Red One), de Samuel Fuller 1980.
- Il faut sauver le soldat Ryan (Saving Private Ryan) de Steven Spielberg, 1998.

### Jeux vidéos
- Medal of Honor : Débarquement allié (Medal of Honor: Allied Assault), 2002.
- Call of Duty: WWII, 2017.

### Filmographie
- D-Day, leur jour le plus long, Film documentaire, 2004.